# Svatý Václav
Svatý Václav (asi 907 – 28. září 935, příp. 929; staroslověnsky Vęceslavъ, latinsky Venceslaus, německy Wenzel von Böhmen) byl český kníže a světec, který je hlavním patronem českého národa a symbolem české státnosti. Podle pověsti byl vychováván svou babičkou sv. Ludmilou (svatořečena ve 12. století) a vzdělával se na Budči. Jako kníže, po porážce od saského krále Jindřicha Ptáčníka, dokázal zachovat suverenitu českého státu a založil rotundu svatého Víta, hlavní kostel knížectví. Podle legendy byl zavražděn ve Staré Boleslavi služebníky svého bratra Boleslava poté, co se ho sám Boleslav pokusil zabít. Boleslav díky tomu převzal vládu.
Po smrti začal být Václav uctíván jako svatý pro svou v legendách mu připisovanou zbožnost (péče o rozšíření křesťanské víry v národě, vlastnoruční pěstování vína a obilí pro svaté přijímání, péči o chudé, nemocné, otroky a vězně, stavění kostelů, kácení šibenic, ničení pohanských svatyní ap.) a posmrtné zázraky. Jelikož sehrál důležitou úlohu při koncepci české státnosti, stal se symbolem českého státu, např. v Kodexu vyšehradském, na mincích nebo na Myslbekově pomníku.

## Život
Pro poznání Václavova života chybí dostatek spolehlivých dobových pramenů. Základem jsou legendy, které však nebyly sepsány za účelem věrně zachytit historického knížete. Další informace jsou čerpány z historie sousedních států, zejména z okrajových zpráv z kroniky o málo mladšího saského kronikáře Widukinda. Z nepísemných pramenů jsou to archeologie a paleoantropologické výzkumy ostatků Přemyslovců prováděné zejména Emanuelem Vlčkem, který na jejich základě publikoval historiky málo přijímaný obraz prvních Přemyslovců. Většinu poznatků o světcově životě je možné zpochybnit a historiografie umí podat jen nejasný či možný obraz knížete Václava, který vždy závisí na konkrétním kritickém zhodnocení a způsobu interpretace nedostatečných a nespolehlivých pramenů.

### Mládí a vzdělání

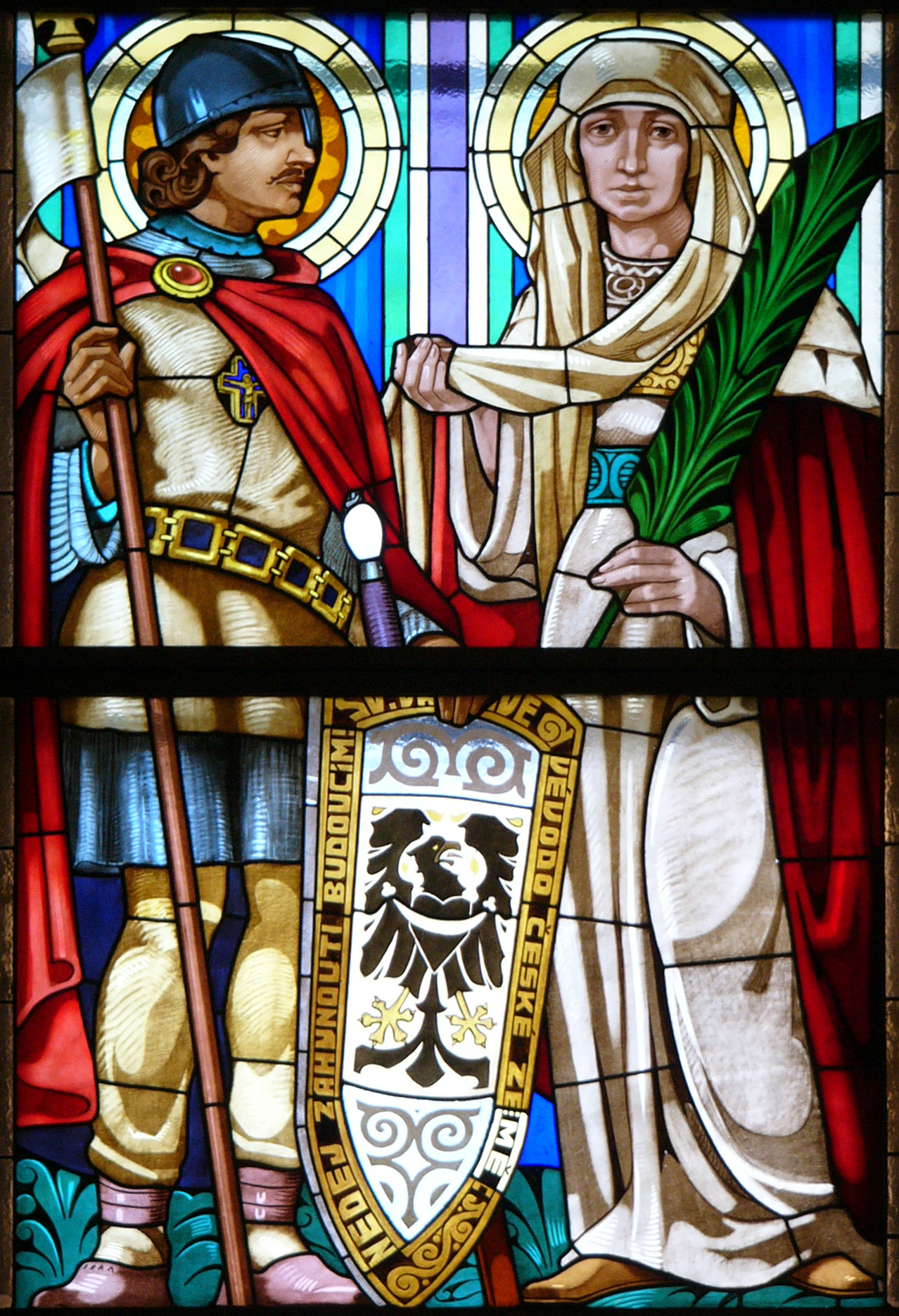
Svatý Václav a jeho babička svatá Ludmila v kostele svatého Cyrila a Metoděje v Olomouci. Idealizované zobrazení, neboť v době smrti Ludmily bylo Václavovi asi 14 let. Na štítu je zobrazena orlice jako erb dynastie Přemyslovců.

Václav byl synem knížete Vratislava (mladšího syna Ludmily a prvního doloženého knížete Bořivoje I.) a Drahomíry, dcery knížete Havolanů (polabští Slované), zřejmě Vratislavovy jediné manželky. Jako předpokládaný rok narození bývá na základě kombinace údajů v legendách uváděn rok 907.
Podle historicky nepodložené místní pověsti se Václav narodil na hradišti ve Stochově (ta dala vzniknout i pavědecké pseudoetymologii, podle níž je název obce odvozen od Václavových „sto chův“ = Stochov), poblíž dubu sv. Václava.
Václavovy výchovy se ujala jeho babička Ludmila. Podle tradice se mu na Budči dostalo v té době u panovníků neobvyklého vzdělání, které zřejmě spočívalo ve studiu především latinského žaltáře. Pozdější staroslovanské legendy zmiňují i studium slovanských knih. První staroslověnská legenda líčí Václavovy postřižiny, obřad slavnostního stříhání vlasů zpravidla ve věku sedmi let. Podle předpokládaného data narození Václava a údaje, že Vratislav na postřižiny pozval biskupa, je možné obřad klást do roku 915, krátce po Vratislavově nástupu na trůn.
Po smrti knížete Vratislava, 13. února 921, se ujala regentské vlády Václavova matka Drahomíra. Václav spolu s mladším bratrem Boleslavem zůstal v péči Ludmily. Mezi oběma ženami a jejich stoupenci vznikl spor o vliv na Václava a moc v knížectví. Ve sporu zřejmě šlo i o vztah k Sasku, kam se v rámci východofranské říše přesunula moc z Bavorska a které si pod vládou Jindřicha Ptáčníka podrobovalo sousední slovanské kmeny. Spor pro Ludmilu skončil jejím zavražděním Drahomířinými družiníky Tunnou a Gommonem 15. září 921. Pozdější legendy ve sporu líčí Drahomíru jako zastánkyni pohanství, proti které stála zastánkyně křesťanství Ludmila, jejíž roli později převzal Václav.
V době Vratislavovy smrti v únoru 921 Václav ještě nebyl považován za dospělého, a proto po svém otci nenastoupil vládu. Kdy Václav dosáhl dospělosti, není přesně známo. Nejpozději to muselo být na podzim 925, kdy již vládl a nechal převézt ostatky kněžny Ludmily z Tetína do Prahy.

### Domácí politika

Přemyslovská hradiště za svatého Václava

Václav se ujal vlády někdy po roce 921, po smrti svého otce knížete Vratislava, nejpozději k tomu došlo na podzim 925. Přemyslovské knížectví se tehdy rozkládalo ve středních Čechách, na území ovládaném hradišti umístěnými v přibližně třicetikilometrovém okruhu kolem ústředního sídla, pražského hradiště. Ve zbývajících částech Čech byla zřejmě další česká knížectví, někdy považována za samostatné kmeny. Václav se s těmito sousedními vládci dostával do vojenského konfliktu. Kristiánova legenda vypráví střet Václava s kouřimským knížetem, kterého přemohl, ale vládu mu ponechal. To by svědčilo o Václavově politice upevňování stávajícího knížectví místo jeho rozšiřování, které bylo v době hrozby expanzivní saské politiky nebezpečné. Mnohem pozdější Dalimilova kronika jmenuje kouřimského knížete jako zlického Radslava. Hypoteticky může střet souviset se sasko-bavorskou intervencí v Čechách roku 929, což by ukazovalo na samostatnou zahraniční politiku tzv. Radslava. Naopak určitou jednotnost Čech vůči zahraničí je možné vystopovat už od 9. století (daně Východofranské říši, křest 14 českých knížat roku 845 v bavorském Řezně). O jistém výsadním postavení Přemyslovce Václava v rámci českého celku by mohla svědčit zpráva, že se saskému Jindřichovi zavázal odvádět daň z (celých) Čech.
Jednotné nebylo ani vlastní přemyslovské panství. Dokládá to již střet Drahomíry s Ludmilou před nástupem Václava na trůn. Mocenské skupiny okolo obou žen se smrtí Ludmily těžko mohly usmířit. Václav byl zřejmě spjat se skupinou kolem Ludmily, která ho vychovávala. Svědčí o tom i zprávy legend, že po nástupu vlády nechal přenést ostatky kněžny Ludmily z Tetína do Prahy, povolal zpět Drahomírou vyhnané kněze a vyhnal svou matku Drahomíru. Tu měl brzy, asi po upevnění svého postavení, povolat zpět. V pozdějším období Václavovy vlády je rozhodující střet s mladším bratrem Boleslavem a jeho stoupenci usazenými na vlastním hradišti, kde se také skončil Václavovou vraždou. Motivy nepřátelství je možné hledat jak v osobních ambicích později velmi úspěšného vládce Boleslava, tak v pojetí zahraniční politiky, kde Václavovo poddání se Sasku Boleslav obnovil teprve po čtrnáctiletém nepřátelství.

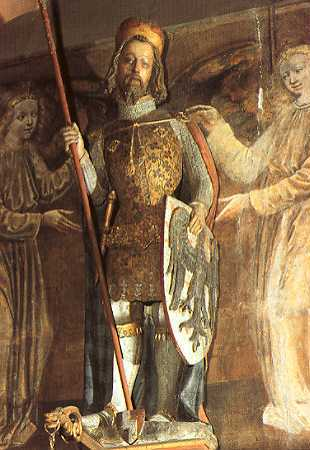
Socha sv. Václava ve Svatováclavské kapli pražské katedrály.

Václavův pozitivní vztah ke křesťanství je legendami doveden do těžko uvěřitelného ideálu „mnicha na trůně“. Přehnaně asketický obraz knížete, který ve skutečnosti v domácí i zahraniční politice prokázal kvality schopného vládce, je možné přičíst vlivu ideálů zbožnosti clunyjského hnutí, který českou oblast zasáhl až ve 2. polovině 10. století, tedy v době vzniku prvních legend o Václavovi. Zprávy o kácení model, vlastnoručním pěstování révy (Svatováclavská vinice) a obilí pro výrobu vína a hostií, vykupování otroků ap. mu mohly být dodatečně připsány jako obecné křesťanské ctnosti bez historického základu. Uváděné stavění kostelů také není doloženo, na hradištích kostely stavěli již jeho předchůdci, ovšem s významnou výjimkou v Praze.
Václav postavil na pražském hradišti nový kostel (asi 930) zasvěcený svatému Vítu, jehož ostatek dostal od saského Jindřicha po své porážce roku 929. Tímto ostatkem byla zřejmě později v kostele doložená světcova ruka. První kostel Panny Marie v pražském sídle vystavěl již jeho děd Bořivoj, jeho strýc Spytihněv hradiště opevnil valem a otec Vratislav postavil druhý, větší kostel svatého Jiří. Pro stavbu v krátké době již třetího kostela musel mít Václav nějaký, zřejmě symbolický a reprezentativní důvod. Velká rotunda svatého Víta byla prý postavena po vzoru kostela římského. Protože svatopetrský chrám v Římě byla podélná bazilika, uvažuje se o tehdy na falcích běžném vzoru kaple Panny Marie v Cáchách, postavené obnovitelem římské říše Karlem Velikým. Význam mělo jistě i umístění rotundy uprostřed dnešního III. hradního nádvoří, u vyvýšeniny, kde bylo archeologicky zjištěno starší významné pohřebiště. Není doložené, zda byla rotunda postavena u kamenného nastolovacího knížecího trůnu či dokonce, zda bájným posvátným pahorkem Žiži je právě tato vyvýšenina. Je však jasné, že kostel byl postaven na již dříve významném, centrálním místě hradiště mezi oběma stávajícími kostely a stal se natrvalo jedním z center hradiště i celé české církve a státu.

### Zahraniční politika

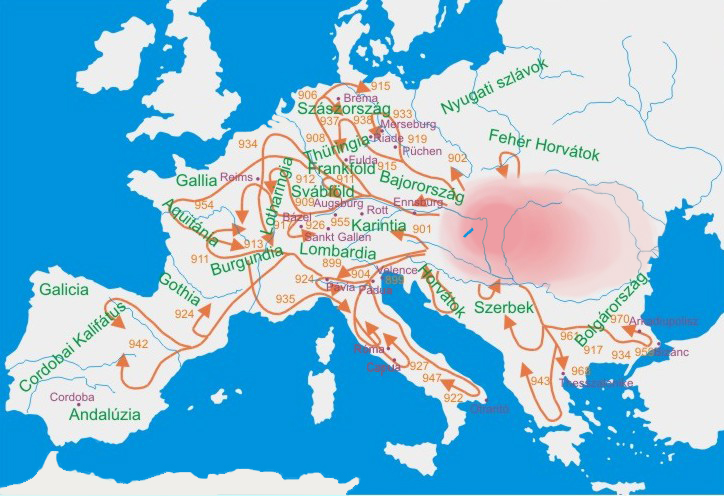
Nájezdy kočovných Maďarů v 10. století

Zahraniční situace za Václava

V zahraniční politice byl v té době nejdůležitější vztah k východofranské říši, kde se po vymření Karlovců roku 911 rozpadal jednotný stát a formovalo nové mocenské uspořádání, které roku 962 vyústilo v založení (Svaté) Říše římské Otou I. Čechy měly tradiční vztah k Bavorsku, kam také pod řezenskou diecézi spadala česká církev. Mocenské centrum se však odtud přeneslo do Saska, jehož vévoda Jindřich Ptáčník (otec Oty I.) byl roku 919 zvolen východofranským králem. Nové uspořádání musel přijmout i bavorský vévoda Arnulf, na němž si uznání královského titulu Jindřich vynutil vojenskou výpravou roku 921. Další středoevropská Jindřichova politika spočívala ve východní expanzi na úkor polabských Slovanů a obraně proti výbojným Maďarům, se kterými se potýkal i Arnulf.
Změněnou situací byla za Václava narušena tradiční přemyslovská zahraniční politika, orientovaná na Bavorsko a pravděpodobně i severní slovanské sousedy, z jejichž knížecích rodin pocházely manželky Václavova otce i děda. Tato aliance byla zřejmě namířena proti nebezpečně vzrůstající saské moci a snad proti ní i pasivně podporovala maďarské výpady. Václav se ve spojenectví se Slovany asi dostal do politické izolace poté, co se Jindřich dohodl s Arnulfem a pak (roku 927) i s Maďary, kterým se za mír zavázal platit vysokou daň.
Do Čech, v jejichž severozápadním sousedství již dříve dobyl území Lužických Srbů, se Jindřich vojensky vypravil v roce 929, podporován z Bavorska Arnulfovým vojskem. Jak vypráví saský kronikář Widukind, přirazil k Praze, k hradu Čechů, jejichž „krále“ vzal v poddanství (lat. regemque eius in deditione accepit) a učinil Čechy poplatnými (Bohemias tributarias faciens). Čechy již dříve v různých dobách nepravidelně odváděly daň míru (tributum pacis) do říše, respektive do Bavorska již od dob Karla Velikého (od roku 806), nyní však již šlo o pravidelný poplatek výměnou za mír. Arnulfova podpora svědčí o tom, že převedení platební povinnosti do Saska bylo součástí jeho dohod s Jindřichem. Smírné řešení a „poddání se“ spojené s placením daně uchránilo rodící se český stát před Jindřichovou dobyvačnou politikou uplatňovanou vůči pohanským severnějším Slovanům. Související Jindřichův dar relikvie (paže) svatého Víta dokládá, že Václava uznával za politického a křesťanského partnera.

#### Názory historiků
Václavovo poddání se Jindřichovi a s ním spojená daň se stala předmětem zájmu a výkladů historiků. Např. František Palacký a po něm další daň považovali za poddání se říši a tím za počátek začleňování Čech do (až později vzniklé Římské) říše, Václav Novotný dokonce za přijetí Čech v léno. Lze se setkat i s různými méně vědeckými výklady, od záchrany národa před osudem vymřelých polabských Slovanů až po „zaprodání“ země Němcům.
Jako velikost poplatku prohlásil Palacký mnohem pozdější údaj Kosmovy kroniky, že z Čech bylo odváděno 120 volů a 500 hřiven stříbra. Poplatek měl být odváděn synovi Karla Velikého Pipinovi, nepravidelně od roku 806; to Palacký považoval za Kosmův omyl a domníval se, že se informace vztahuje k pozdějšímu Jindřichovi. Češi s Pipinem neměli nic společného a jejich stát ještě neexistoval.
Poplatek z celých Čech do říše ve formě zlata, stříbra a dobytku je doložen k roku 991, mohl tedy být takový již za Václava. Tvrzení o 120 volech a 500 hřivnách stříbra, která se dostalo do historického povědomí, není ale pro dobu svatého Václava spolehlivým pramenem doloženo.

### Smrt

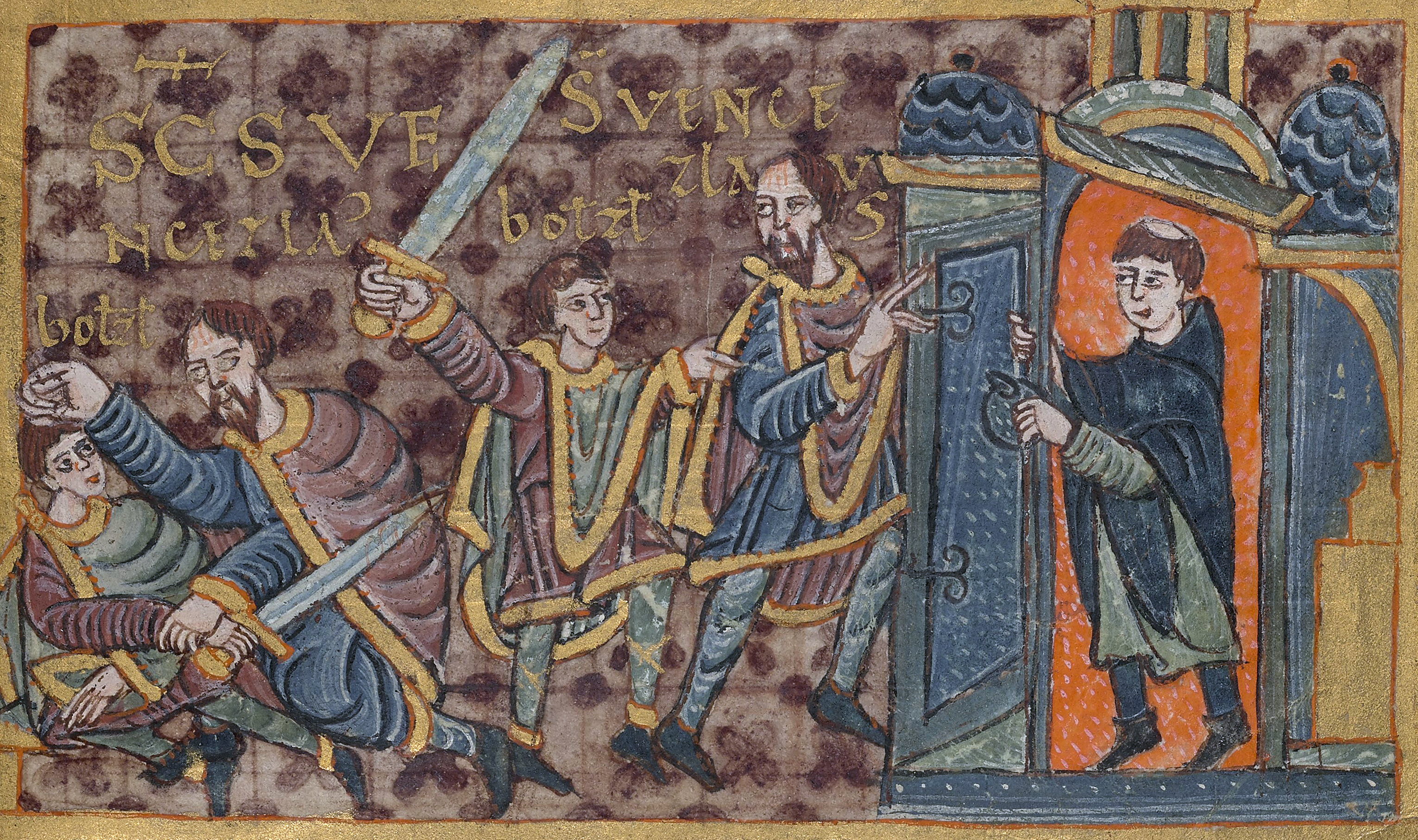
Václav se na zemi brání a utíká do kostela. Kněz (asi) před ním zavírá dveře, což popisuje (pouze) Kristiánova legenda. Iluminace Gumpoldovy legendy.

Boleslav pozval svého bratra Václava na hostinu při příležitosti svátku svatých Kosmy a Damiána, k sobě do (Staré) Boleslavi. Druhý den ráno, ještě před rozedněním, se Václav vydal na ranní pobožnost. Potkal cestou zpátky Boleslava a řekl mu: „Včera jsi nám pěkně posloužil, Bůh ti to oplať.“ Boleslav odpověděl: „A dnes ti chci takhle posloužit!“ a udeřil ho mečem do hlavy. Způsobil mu jen menší zranění, ale Václav mu vytrhl meč, odhodil ho, protože nechtěl prolít krev svého bratra. Boleslavovi družiníci poté Václava zabili. Podobně to alespoň vypráví legendy, např. nejstarší latinsky psaná, označovaná podle začátku textu Crescente fide christiana.
První staroslověnská legenda popisuje vraždu podrobněji: V noci po hostině se spiklenci poradili s Boleslavem, ve dvorci jednoho z nich, Hněvsy, jak vraždu provedou. Po ranním střetu obou bratrů, který se měl odehrát v bráně, přispěchal nejdřív Tuža a ťal Václava do paže. Václav se utíkal schovat do kostela. U dveří chrámu, které byly nejspíš zavřené, jej Tira a Česta ubili a Hněvsa probodl mečem. Kněz Krastěj tělo přikryl, pak jej Drahomíra odnesla do knězova domu, ošetřila a odnesla do chrámu. Pobožnost nechal vykonat Boleslav, povolal k tomu kněze Pavla (zřejmě hlavní pražský kněz již od časů Ludmily). Pronásledováni a zabíjeni byli i Václavovi stoupenci včetně urozeného muže Mstiny.
Podle Kristiánovy legendy, která popisuje život svatého Václava, „Vrahové svatého mučedníka rychlou jízdou do Prahy pospíšili a všechny jeho přátele rozličným způsobem krutě zahubili a jejich děti zaživa do hloubi řeky Vltavy potopili.“
K události mělo dojít u nezachovaného kostelíka svatých Kosmy a Damiána, který připomíná krypta stejného zasvěcení pod dnešním kostelem sv. Václava.
Legendy uvádějí datum zavraždění Václava v pondělí 28. září. Rok neuvádějí, ale v úvahu připadají roky 929 a 935, kdy v kalendáři připadá na tento den pondělí. Kvůli nedostatku pramenů není možné otázku data úmrtí definitivně rozřešit. Výrazně častěji se uvádí rok 935, ke kterému jako pravděpodobnějšímu došla řada historiků poměrně složitými rozbory a porovnáním dostupných pramenů. Dříve (asi do 60. let 20. století) se většinou uváděl rok 929. Ten se také vyskytuje v některých legendách, které však byly sepsány až o mnoho desetiletí později, kdy mohl být rok zpětně odvozen z kalendáře.
V legendách ale existují podstatné nesrovnalosti, takže není jisté, jak ke smrti došlo.

## Světec

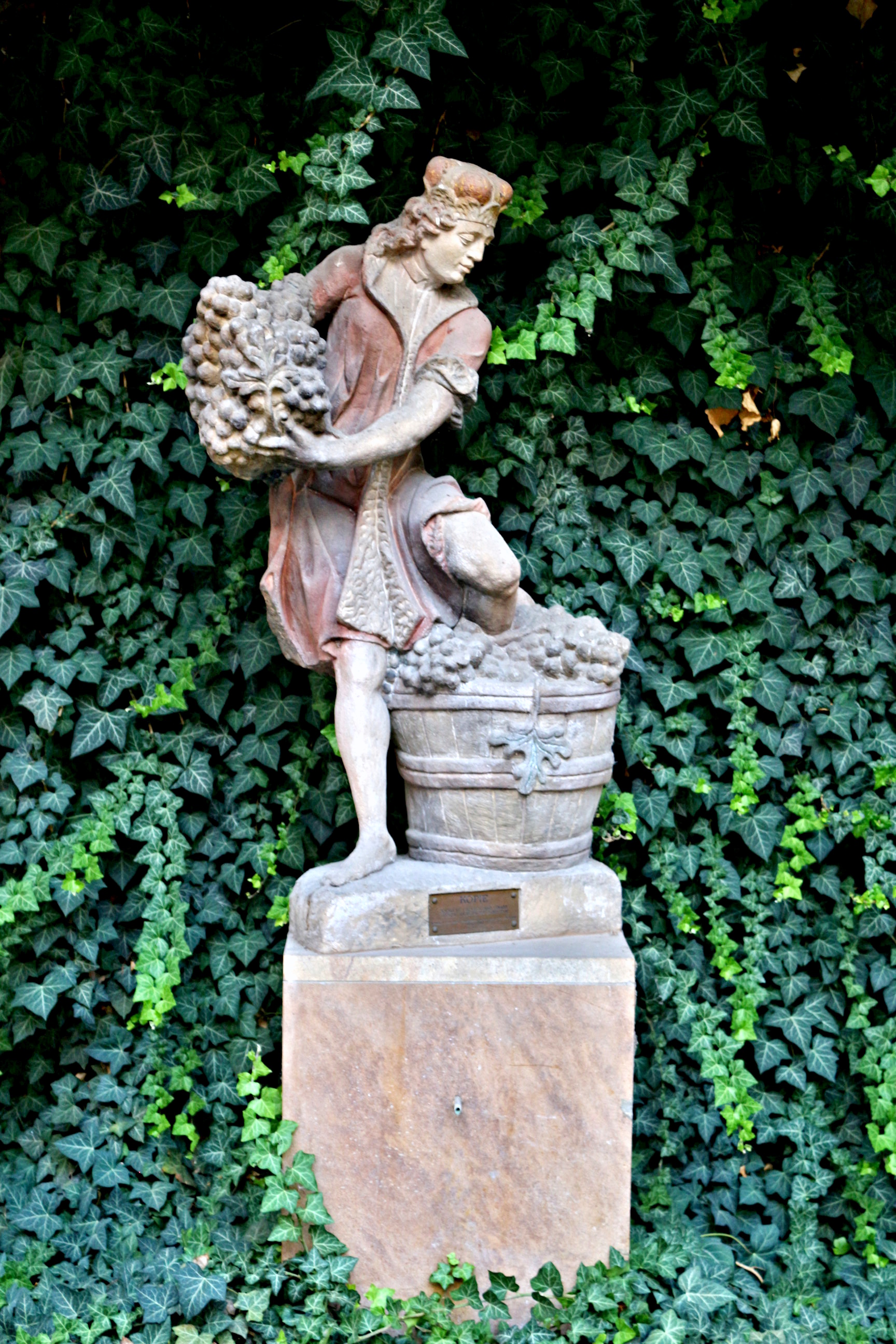
Socha svatého Václava-vinaře šlapajícího vinnou révu v kádi od Jana Brokoffa (1652–1718) ve dvoře pražského jezuitského konviktu

Svatý Václav je prvním světcem českého původu, příslušníkem první dynastie panovníků – rodu Přemyslovců, symbolem české státnosti a patronem České země. Je jedním z nejoblíbenějších českých svatých, mučedník, postava, jejíž tradice sehrála velmi důležitou úlohu v emancipaci českého státu a přemyslovské dynastie v rámci křesťanské Evropy.

První akt, který posmrtně zdůraznil Václavův význam, provedl zřejmě v pokání sám vrah Boleslav, který tři roky po bratrově smrti nechal jeho ostatky převézt na Pražský hrad. Další kult byl pěstován v církevním prostředí, ze kterého pochází o několik desítek let mladší první dochované legendy. Již od 10. století se tedy projevuje dvojí význam Václava: jako světce vyznačujícího se křesťanskými ctnostmi a jako symbolu vládce, přemyslovské dynastie a českého státu. Toto dvojí pojetí Václava se v různých podobách a proměnách objevuje po celou následující historii až do současnosti.

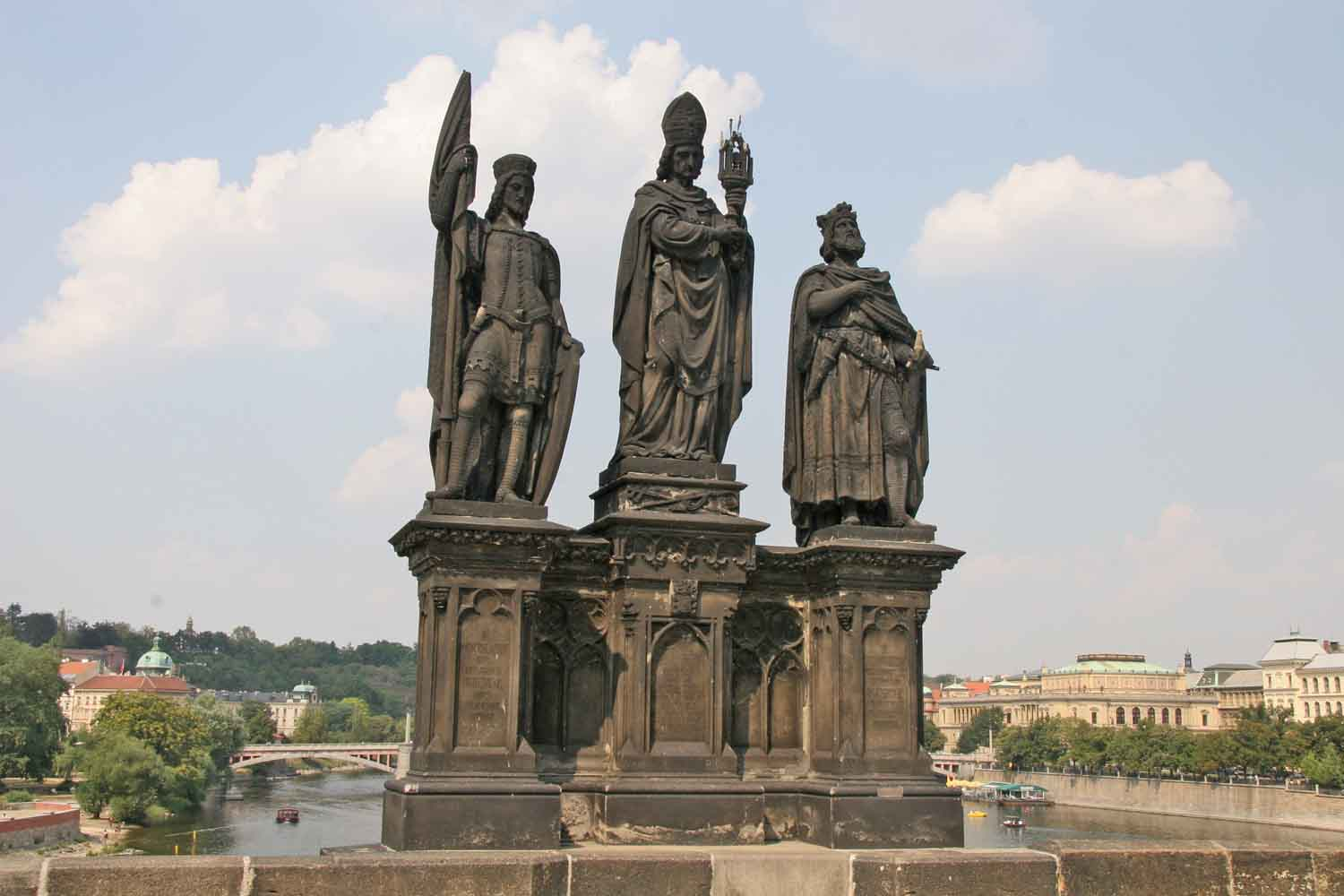
Socha svatého Václava na Karlově mostě je součástí sousoší Svatého Norberta, Václava a Zikmunda

Po přenesení (translaci) jeho těla biskupem, které se v té době rovnalo dnešní papežské kanonizaci, vznikla první, nedochovaná legenda. Slavisté za ni považují První staroslověnskou legendu a translaci ve shodě s pozdější pražskou tradicí spojují se třetím rokem po Václavově smrti (4. března 932, nebo pravděpodobněji 938). Někteří mladší badatelé (Dušan Třeštík) pak naopak uvažují o latinské legendě a o úzké souvislosti mezi snahou o založení pražského biskupství v půli 60. let a tímto aktem. Biskupství na Pražském hradě bylo založeno v souvislosti s hroby sv. Václava v rotundě sv. Víta a sv. Ludmily, babičky Václavovy, v předrománském chrámu (bazilice) sv. Jiří až v roce 973.
Před rokem 976 byla jistě v řezenském prostředí sepsána jiná legenda, latinská Crescente fide christiana („Když vzrůstala víra křesťanská“) a o něco později, koncem 10. století, zřejmě vznikla Legenda tak řečeného Kristiána (dříve byla některými badateli pokládána za falzum z 12.–14. století), což znamená, že úcta ke sv. Václavu byla velmi rozšířená už v 10. století. Díky staroslověnským legendám se pak jeho kult rozšířil i na Rus, jak dokládají tamní rukopisy tzv. První staroslověnské legendy. Svatý Václav je však také zmiňován v raných legendách svatoludmilských (Fuit in Provincia Bohemorum).
Úctu v říši zase dokumentuje jak Gumpoldova legenda, sepsaná kolem roku 980 z příkazu císaře Oty II., tak vůbec rozšíření rukopisů legend, přítomnost ostatků v říšských kostelech a různé zmínky o svaté Praze v tehdejších historiích.
Svatý Václav je jediným českým světcem, jehož svátek je součástí celosvětového kalendáře římskokatolické církve.
Svatováclavské milénium bylo slaveno za První republiky při slavnostním otevření dostavěné katedrály sv. Víta, Václava a Vojtěcha v roce 1929 za účasti prezidenta Masaryka a pražského arcibiskupa Františka Kordače. Již v červenci bylo uspořádáno na stadionech v Praze na Strahově veřejné miléniové cvičení orelských jednot, kterého se 5. července 1929 prezident republiky osobně zúčastnil. Jubilejní výstavu v chrámu sv. Víta na Pražském hradě ke svatováclavskému miléniu v katedrále si Masaryk prohlédl soukromě den předem, zrána 27. září 1929. Slavilo se i na Václavském náměstí v Praze, kde prezident Masaryk předal osobně jubilejní standartu Jezdeckému pluku 8 „Knížete Václava Svatého“ a ve Staré Boleslavi s účastí arcibiskupa A. G. Roncalliho, pozdějšího papeže Jana XXIII. Na počest knížete Václava dostalo tehdy jeho jméno i náměstí před Dómem sv. Václava v Olomouci.
Vyzdvihovanými přednostmi jsou: zbožný a mravný život, horlivost pro čest a slávu Boží, péče o rozšíření křesťanské víry v celém národě, stavba četných křesťanských kostelů, častá návštěva bohoslužeb, všestranné konání skutků milosrdenství a lásky. Václav ctil svou babičku, pečoval o chudé, nemocné a sirotky, poskytoval přístřeší a pohostinství pocestným a cizincům a netrpěl, aby se komukoliv stala křivda. Byl osobně statečný. Jako kníže byl výborný jezdec na koni. Toto vše se dle tradice událo v období mezi jeho 18. a 22., resp 28. rokem života až do jeho smrti.

### Zázraky

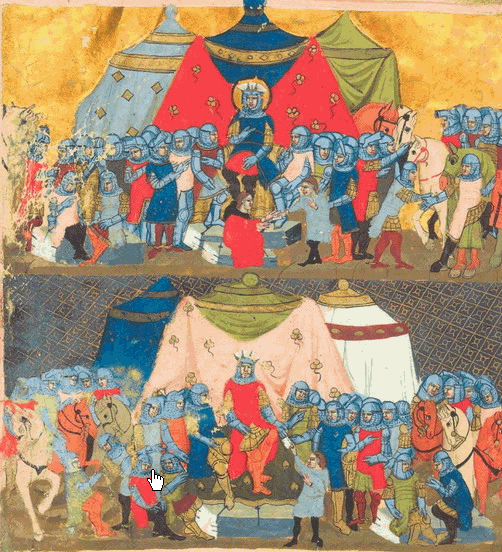
Vyobrazení konfliktu mezi sv. Václavem a kouřimským knížetem (pařížský zlomek latinského překladu Dalimilovy kroniky)

Svatému Václavovi byly připisovány různé zázraky, které měly dosvědčovat jeho svatost.
Jeden z nich souvisí s pokořením kouřimského knížete, tzv. Radslava, který údajně uviděl na Václavově čele zářící znamení kříže se dvěma anděly kolem něho, a proto se mu v bitvě vzdal. Václav údajně vyzval kouřimského vévodu k osobnímu souboji na místě dnes nazývaném Přistoupim (stojí tam barokní plastika Václavova). Po zmíněném vidění zlický kníže sesedl z koně a pravil na kolenou k Václavovi: „Přistoupim na Tvé podmínky“.
Další zázrak se měl udát u královského dvora. Jindřich Ptáčník se rozhněval, že se Václav nedostavil včas na sněm, a přikázal, aby mu nikdo neprojevoval úctu a všichni zůstali sedět. Když ale přišel Václav, král vstal a pozdravil se s ním, protože nad ním uviděl zlatý kříž a po jeho bocích dva anděly, kteří mu hrozili. Po skončení sněmu otevřel královskou pokladnici a nabídl mu dar podle výběru. Václav si vzal relikviář s ostatkem ruky sv. Víta, pro který dal postavit rotundu sv. Víta. Vysvětlení zázraku bylo hledáno ve zlatém nánosníku ve tvaru kříže na jeho přilbě, který je však zřejmě mladšího původu.
Další zázraky se měly udát po jeho smrti. Jednak jsou to události spojené s jeho tělem, přenesení vozu přes rozvodněnou řeku a zhojené rány při převozu ostatků do Prahy. Další zázraky se děly po jeho uložení v rotundě sv. Víta, osvobození ze žaláře a okovů a uzdravení těch, kdo se modlili k mučedníku Václavovi.
Ze studia všech legend Svatováclavských a svatoludmilských vyplývá závěr: „Čím starší legenda je, tím méně zázraků popisuje“. Zázraky totiž přibývají s dobou od smrti světce.

### Symbol českého státu

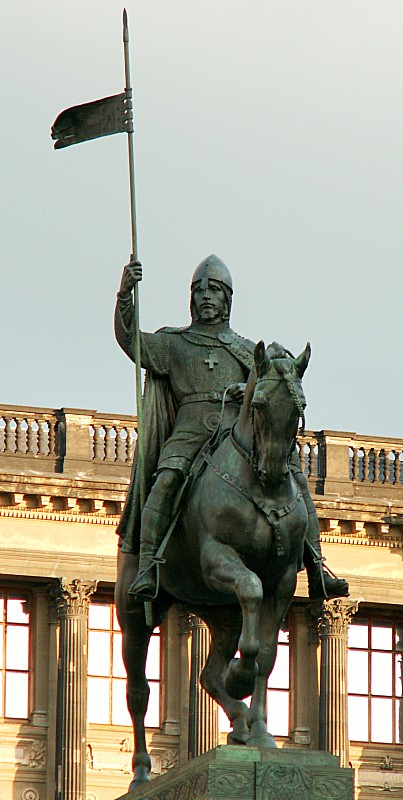
Myslbekova jezdecká socha sv. Václava na Václavském náměstí v Praze

Svatý Václav se již v raném středověku stal symbolem panovnického rodu Přemyslovců a českého státu.
- Kodex vyšehradský – vydaný při příležitosti korunovace prvního českého krále Vratislava I., zpodobňuje trůnícího sv. Václava na iluminaci
- na rubu mincí byl Václav uváděn jako „věčný panovník“
- pomník svatého Václava, symbolický střed Václavského náměstí a místo národních demonstrací

Méně známý je již výrok prezidenta T. G. Masaryka, zachycený i v Čapkových „Hovorech“ z roku 1926: „Humanita, toť náš národní program. Program Dobrovského, Kollára, Palackého, Havlíčka a už Komenského, králů Jiříka i Karla a svatého Václava“.
Univerzitní profesor J. V. Šimák prohlásil, že „daleko více nežli za života prospěl Václav národu svému po smrti“.
Česká družina zvolila datum 28. září 1914 pro svěcení a předání legionářského praporu na Sofijském náměstí v Kyjevě a i první střelecký pěší pluk československých legií na Rusi nesl původně Václavovo jméno.
Pozměněná podoba „svatováclavské orientace“ zrozené v novodobých dějinách jako koncepce české státnosti a ideologicky pokřivený pohled na svatého Václava byly zneužity v době Protektorátu Čechy a Morava, kdy byl jedoucí sv. Václav dokonce zobrazen na pětitisícové bankovce. Svatováclavská orlice byla tehdy nejvyšším protektorátním vyznamenáním pro Čechy, kteří kolaborovali s nacisty.
| „ | Svatý Václav byl zavražděn politickou opozicí, která před tisíci léty nechtěla s Němci smíru, nýbrž boj. V čele této opozice byl bratr svatého Václava, Boleslav, který zasedl na stolec knížecí, po 14 let válčil s Říší. Ale nakonec se smířil s králem Ottou I. A družně mu pomáhal. Spolupráce s Němci umožnila Boleslavu I., že osvobodil Moravu a Slezsko. | “ |
| — Z knihy: V úloze mouřenína, Emanuel Moravec, VIII. vydání z listopadu 1942, předmluva k Osmému vydání, strana 7 a 8. | |   |

Svatý Václav na koni je vyobrazen i na české dvacetikorunové minci (s nápisem „Svatý Václave nedej zahynouti nám i budoucím“), na československých známkách z roku 1929 a nových poštovních známkách České republiky (A), ve dvou velikostech. A gotickou postavu svatého knížete s praporcem, před níž klečí sám císař Karel IV., nalezneme i na rubu současné stokorunové bankovky (emise 2018) na pečeti pražské univerzity ze 14. století.
Den zavraždění knížete sv. Václava (28. září) je v Česku od roku 2000 státním svátkem (Den české státnosti).
Dříve se slavil i Den přenesení svatého Václava, připomínající transfer ze Staré Boleslavi do Prahy 4. března 932 (resp. 938), popsaný ve Svatováclavských legendách.

#### Patron českých skautů
V roce 1994 putoval Českou republikou ostatek sv. Václava a slavnostní doprovod v mnoha katolických farnostech zajišťovaly křesťanské nebo katolické oddíly junáků skautů. Většina z nich se přihlásila k odkazu sv. Václava, který byl od toho roku přijat za ochránce (patrona) českých junáků. Svatý Václav je pro junáky vzorem v pomoci druhým, v statečném a laskavém jednání. Hlavním odkazem pro české junáky je Václavovo odpuštění bratru Boleslavovi.

### Relikvie a kult

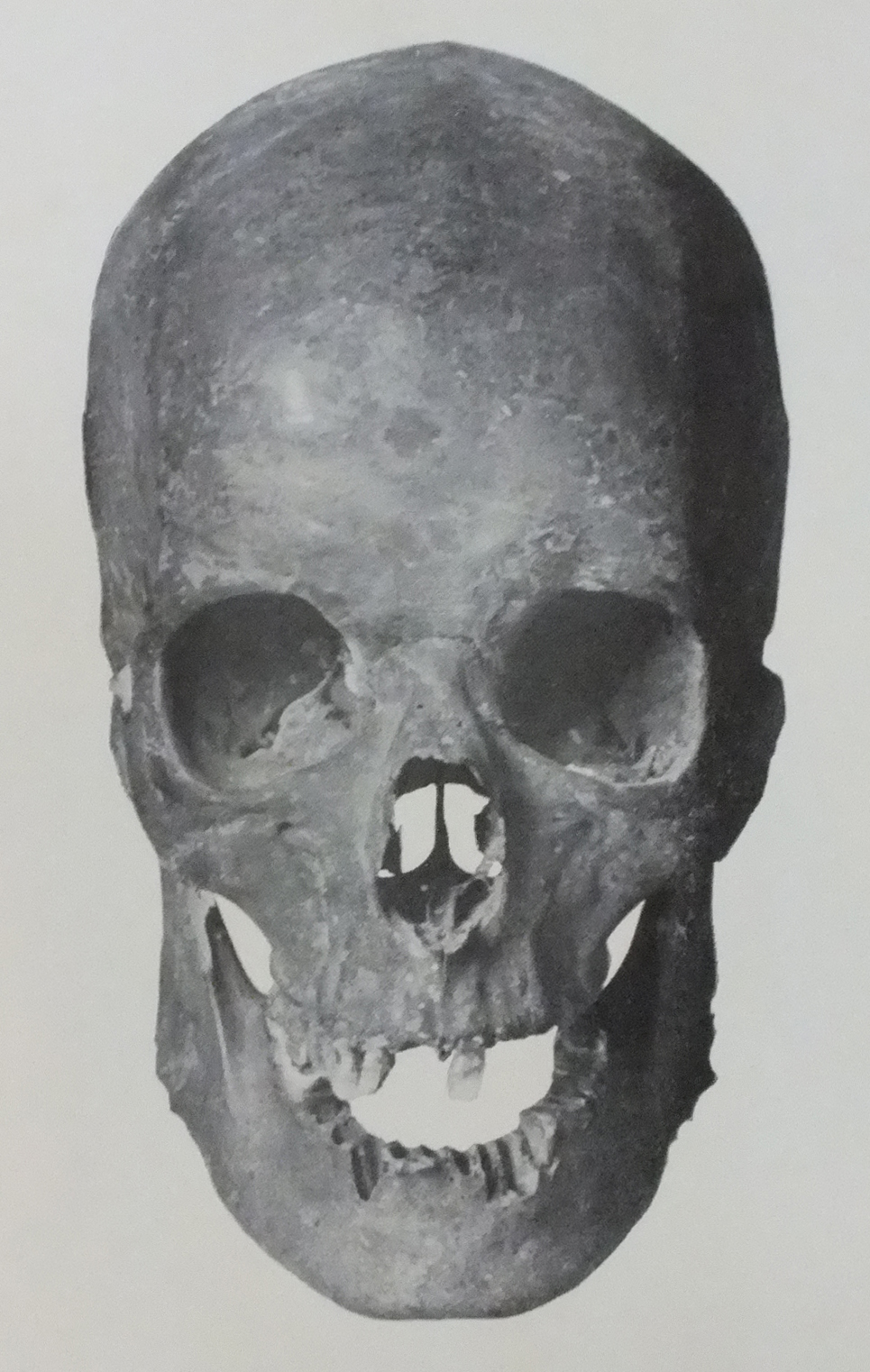
Lebka sv. Václava

#### Ostatky
Brzy po smrti (3 roky) bylo Václavovo tělo přeneseno do Prahy (4. března). Už při přenesení se údajně udály zázraky, které souvisely s jeho svatostí. Tělo bylo uloženo do jižní apsidy jím založené rotundy sv. Víta na Pražském hradě. Místo pohřbu se v průběhu staletí nezměnilo, i když se hrob stal součástí románské baziliky a posléze dnešní katedrály sv. Víta. Karel IV. nechal nad jeho hrobem zřídit svatováclavskou kapli, která byla vyzdobena inkrustacemi z českých polodrahokamů. Bohatě zdobený náhrobek ze stejné doby se nedochoval. V době Karla IV. byly ostatky rozděleny do dvou částí. Mimo hrob byla vyňata světcova lebka. Podle nařízení Karla IV. měla na ní spočívat v době mimo korunovační ceremonii tzv. svatováclavská koruna českých králů, kterou Karel symbolicky věnoval českému světci a svému křestnímu patronovi. Pozdější král Karel IV. byl jako dítě pokřtěn jménem Václav, a tím se jeho rodiče přihlásili k patronovi (ochránci) i k přemyslovským předkům, kteří již na sklonku 10. století chápali Václava jako patrona rodu a české země a od sklonku 11. století jej pak považovali za věčného knížete české země. Lebka bývá při slavnostních příležitostech vystavována. Spočívá na zdobeném polštáři a nese korunu s čelenkou, věnovanou v rámci svatováclavských oslav roku 1929 ze sbírky krajanů ze Spojených států amerických. Sbírku organizoval a dárce reprezentoval Hynek Dostál.

#### Svatováclavská zbroj
Svatováclavskou zbroj tvoří přílba, pláštík, kroužková drátěná košile a nepřímo i meč sv. Václava. Byla jako předmět úcty součást svatovítského pokladu, její užívání Václavem však není doloženo.
Zbroj byla často považována za mladší, ale dle zjištění z let 2008–2013 může opravdu pocházet již z doby sv. Václava. Nejznámější součást zbroje je přílba. Její nánosník ve tvaru kříže je však mladšího původu ze Skandinávie. Je na něm vyryta postava ukřižovaného Ježíše Krista. Podle některých tezí jde o skandinávského boha Ódina vpleteného do Yggdrasilu. Nánosník bývá dáván do souvislosti se zářícím křížem, který podle Kristiánovy legendy spatřil kouřimský kníže Radslav na čele sv. Václava.

#### Patrocinium (zasvěcení sv. Václavu)
- metropolitní katedrála svatého Víta, Václava a Vojtěcha na Pražském hradě a v něm Svatováclavská kaple
- metropolitní katedrála svatého Václava na Václavském náměstí v Olomouci
- metropolitní katedrála sv. Stanislava a Václava na Wawelu v Krakově (Polsko)
- bazilika svatého Václava ve Staré Boleslavi

#### Výroční oslavy
Při výročí úmrtí svatého Václava, v den státního svátku 28. září se konají oslavy a pouť do Staré Boleslavi.
V roce 2009 se těchto oslav aktivně zúčastnil papež Benedikt XVI. Devadesáté výročí „Svatováclavského milénia“ a desáté výročí návštěvy Benedikta XVI. připomenul ve své homilii apoštolský nuncius arcibiskup Charles Daniel Balvo celebrující misii na „Národní svatováclavské pouti“ v sobotu 28. září 2019. V předvečer oslav, v pátek 27. září, byla u chrámu sv. Václava odhalena busta papeže Benedikta XVI.

## Literární a umělecká díla

### Legendy a kroniky
- První staroslověnská legenda o svatém Václavu
- legenda Crescente fide
- Kristiánova legenda
- Gumpoldova legenda
- Laurentiova (Vavřincova) legenda
- Druhá staroslověnská legenda o svatém Václavu
- Kosmova kronika
- kronika saského Widukinda

### Výtvarné umění

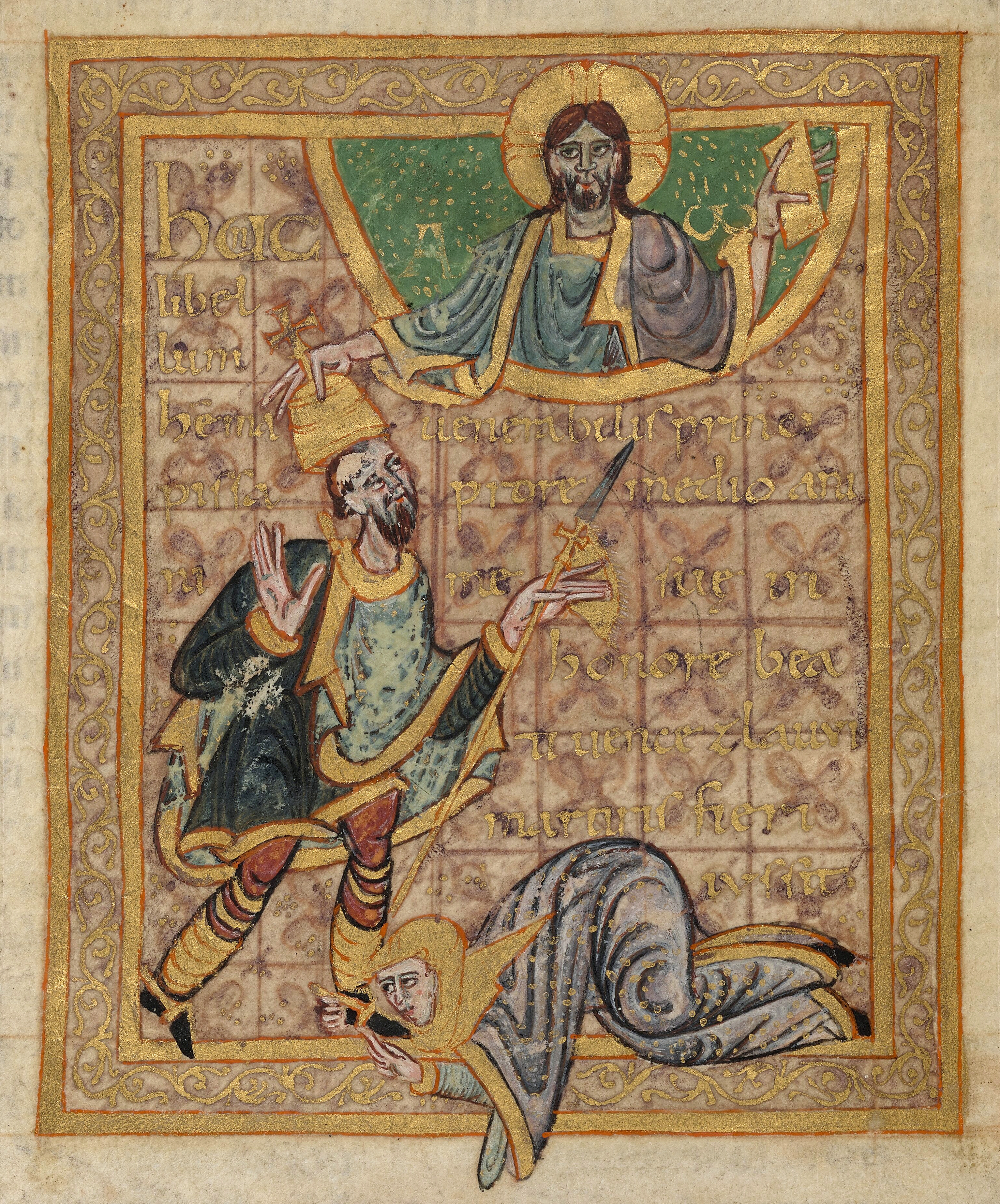
Sv. Václav s kněžnou Emmou a Kristem na iluminaci Gumpoldovy legendy

Nejstarší vyobrazení sv. Václava se objevuje v iluminovaném rukopisu tzv. Gumpoldovy legendy sv. Václava, dále na stříbrných českých mincích denárech, pečetích českých panovníků a v dalších iluminovaných rukopisech doby románské, a to od 11. do 12. století.
Legenda o životě a smrti sv. Václava se objevuje ve 13. a 14. století, k nejkrásnějším patří vyobrazení v tzv. pařížském Zlomku Dalimilovy kroniky z raného 14. století a legenda v závěru Velislavovy bible.
Svatováclavský cyklus byl vyobrazen také ve Velké věži hradu Karlštejna na stěnách přístupového schodiště do Kaple sv. Kříže. Z doby Karlovy pochází také známý votivní obraz druhého pražského arcibiskupa Jana Očka z Vlašimi, na němž jsou vyobrazeni čtyři patroni české země a českých vládců, sv. Václav jako patron krále Václava IV. pokládá ruku na jeho rameno. Výjimečný jsou také deskové malby na hradě Karlštejně: oltářní obraz svatého Václava na retáblu od italského malíře Tomáše z Modeny a deska s relikviářovou schránkou v kapli Sv. Kříže od Dětřicha Pražského (mistra Theodorika), jehož význam vyplývá z tvrzení císaře Karla IV., že měl „dva dědečky“, svatého Václava (křestní jméno císaře bylo Václav) a svatého Karla Velikého. Ikony těchto dvou světců jsou výrazně větší než ostatní a jsou umístěny symetricky uprostřed obkladu východní stěny.
Z doby pozdní jagellonské gotiky pochází Svatováclavský cyklus Mistra Litoměřického oltáře, vymalovaný na stěnách Svatováclavské kaple v katedrále sv. Víta v Praze kolem roku 1509 a stříbrná zlacená busta na lebku sv. Václava, vystavená dnes v klenotnici v kapli Sv. Kříže na druhém nádvoří Pražského hradu.
V době renesanční se sv. Václav zásadně vyobrazoval v plátové zbroji jako těžkooděnec. Renesanční obraz monogramisty I.W. v kapli svatováclavské zobrazuje knížete Václava, držícího se klepadla beze zbraně „v knížecím civilním oděvu“.

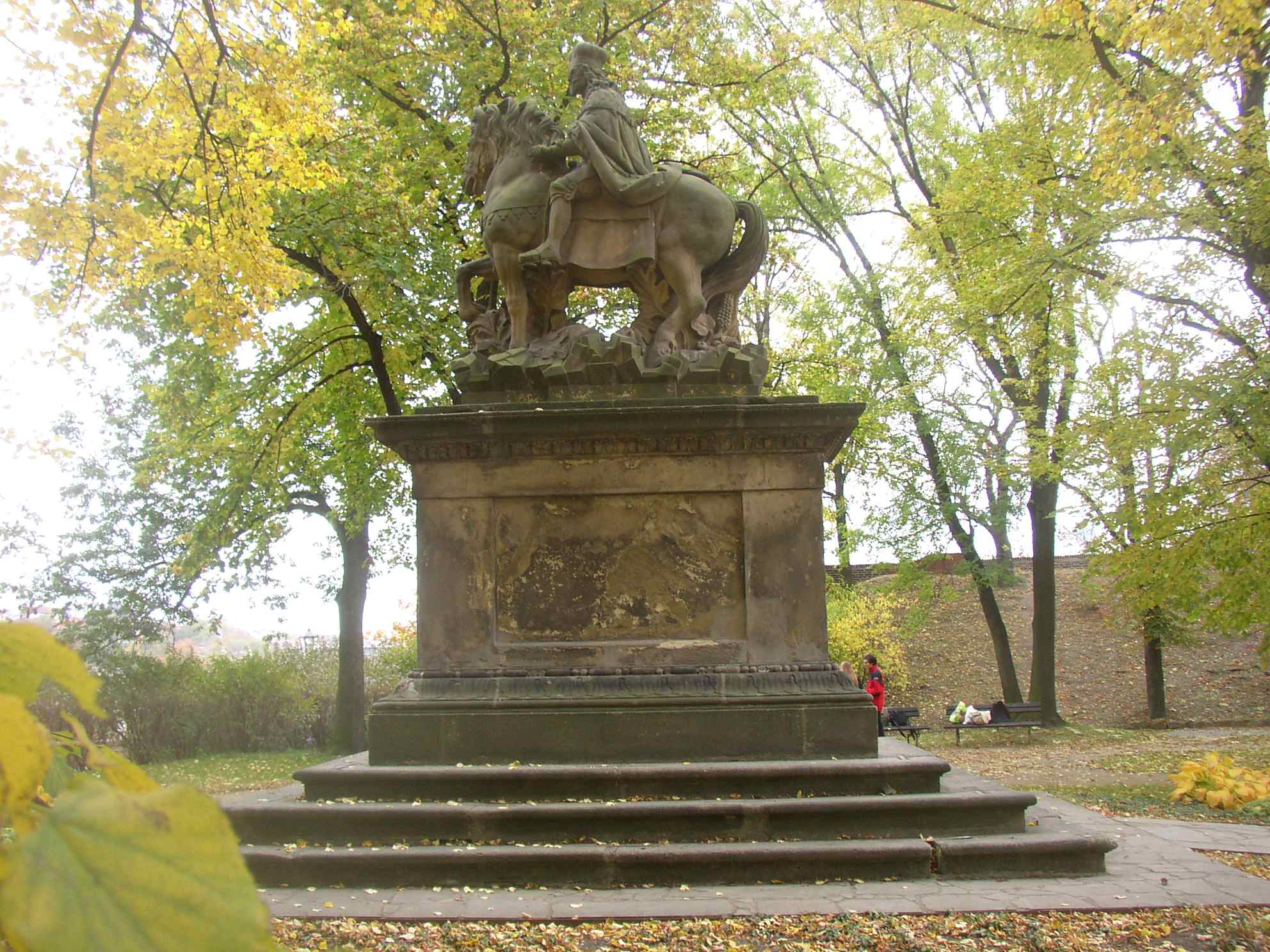
Socha sv. Václava na Vyšehradě. Kopie sochy z Václavského náměstí. Originál je v Lapidáriu Národního muzea, autor Jan Jiří Bendl, po 1650

Z barokních obrazů bývá za nejvýznamnější považováno trojí vyobrazení sv. Václava od Karla Škréty, především Svatováclavský cyklus obrazů lunetového formátu, namalovaný pro klášter augustiniánů v Praze Na Zderaze, a dnes rozdělený mezi Národní galerii v Praze a Lobkowiczkou sbírku na zámku v Mělníku. Dále je pozoruhodný oltářní obraz z katedrály sv. Víta na Pražském hradě se stojící figurou sv. Václava s praporem v pravici (dnes visí v sakristii), jezdecký portrét knížete v chrámu sv. Jiljí, Liebscherův oltářní jedoucí kníže v chrámu sv. Mořice ve Všenorech a konečně oltářní obraz jezdecké postavy sv. Václava v kostele sv. Prokopa na Žižkově.
Barokní socha sv. Václava zdobí četné oltáře českých kostelů, například u sv. Jindřicha na Novém Městě, na Karlově mostě stávala socha sv. Václava mezi anděly od sochaře Ottavia Mosta (po povodni roku 1783 přesunutá na rampu Pražského hradu a odtamtud roku 1908, kdy ji nahradila socha od Čeňka Vosmíka, do Lapidária Národního muzea v Praze). Na 7. pilíři mostu stojí sousoší sv. Václava spolu s Norbertem a Zikmundem sochaře Josefa Maxe z roku 1853, na 8. pilíři sv. Ludmila s malým Václavem Matyáše Bernarda Brauna (roku 1999 nahrazena zdařilou kopií) a na 15. pilíři sv. Václav samotný (autor Josef Kamil Böhm, rok 1858, donátor Klárův ústav slepců) . Zdařilá socha sv. Václava je i ve dvorní části Klárova ústavu slepců. Pravidelně se socha sv. Václava objevuje mezi českými patrony na morových sloupech barokní doby, například na Malostranském náměstí v Praze z roku 1714 nebo ve Skutči. Ve 2. polovině 17. století byla v dolní části dnešního Václavského náměstí umístěna barokní socha Jana Jiřího Bendla. Tento pomník sv. Václava byl významný vzhledem k událostem Slovanského sjezdu roku 1848. Ve druhé polovině 19. století byl přemístěn na Vyšehrad. Dnes na Vyšehradě stojí kopie, originál je uložen v Lapidáriu Národního muzea. Zajímavým raně barokním Bendlovým dílem je rovněž vinařský soup se sochou sv. Václava na rohu kostela sv. Františka u Karlova mostu v Praze.

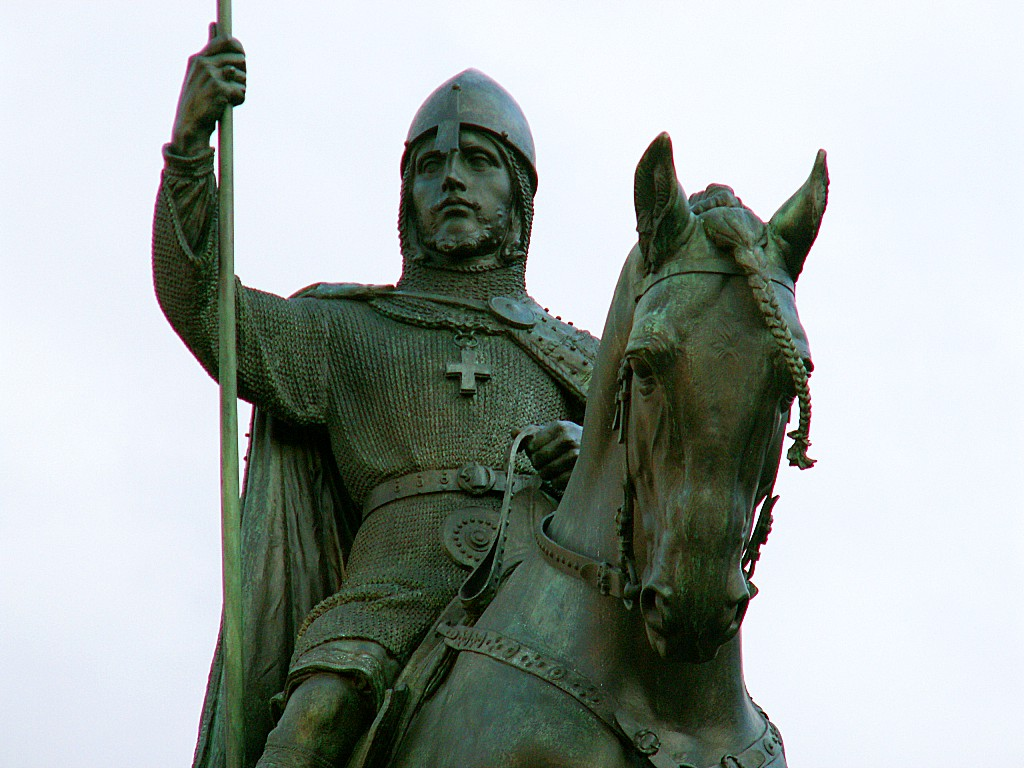
Detail Myslbekova svatého Václava na Václavském náměstí

V 19. století byl kult sv. Václava nosným tématem českého národního obrození. Nejvýznamnější ze soch, jimiž vyvrcholilo toto období, je Myslbekova jezdecká socha sv. Václava mezi svatými Vojtěchem, Prokopem, Ludmilou a Anežkou, odhalená na Václavském náměstí v Praze roku 1913.
Sochařsky virtuózní provedení knížete na koni přenáší statiku celé figury pouze do dvou styčných ploch – na přední levou a zadní pravou nohu Václavova koně. Na podstavci sochy je napsáno: „Svatý Václave, vévodo české země, kníže náš, nedej zahynouti nám i budoucím.“
Tato socha svatého Václava byla námětem vyobrazení na bankovkách i mincích, naposledy na současné české dvacetikorunové minci.
Zlacená socha sv. Václava doplňuje české nebe osmi svatých na čtyřech pilířích průsečíku hlavní lodi a transeptu katedrály sv. Víta, Václava a Vojtěcha z období dostavby chrámu.

### Svatováclavský chorál
Svatováclavský chorál, jehož kořeny sahají patrně až do 12. století, měl původně tři pětiřádkové sloky neumělých, sdružených rýmů, ukončené refrénem „Kyrie eleison“. Obsahem je prostá modlitba k patronovi české země:
Svatý Václave, vévodo české země, kníže náš,
pros za nás Boha, svatého Ducha, Kriste eleison.
Ty jsi dědic české země, rozpomeň se na své plémě.
Nedej zahynouti nám i budoucím, svatý Václave, Kriste eleison.
Pomoci my tvé žádáme, smiluj se nad námi, utěš smutné,
zažeň vše zlé, svatý Václave, Kriste eleison.

### Film
U příležitosti tehdejších oslav předpokládaného svatováclavského milénia byl roce 1929 natočen životopisný film Svatý Václav se Zdeňkem Štěpánkem v hlavní roli. Televizní zpracování vzniklo pod názvem Kníže Václav v režii Františka Filipa v roce 1995 s Lukášem Vaculíkem v titulní roli.

### Básně
V díle Jaroslava Vrchlického z roku 1902vyskytuje se osobnost svatého Václava hned ve čtyřech epických básních (Balada blanická, Vidění v chrámu sv. Víta, Pozdrav Labi, Stará modlitba k svatému Jiří).
Ke sv. Václavu se obrací (slovy chorálu: „Nedej zahynouti nám ni budoucím“) báseň Karla Tomana Září (ze sbírky Měsíce, 1919).
Svoji báseň Svatý Václave!, s výrazným mottem „Nedej zahynouti Budoucím!“ zveřejnil  i Rudolf Medek v roce 1933 v knize O našich legiích, dětech a zvířátkách v Sibiři. 
O sv. Václavu (resp. o jeho soše na pražském Václavském náměstí a o svatováclavském chorálu) mluví báseň Praze ze sbírky Torzo naděje Františka Halase (1938).
V r. 1944 napsal básnickou skladbu Svatý Václav Jan Zahradníček.
Mezi „svatováclavské básně“ možno zařadit také píseň Petra Skoumala „Neopouštěj nás/Svatý Václave", známou zejména z listopadu 1989.

## Zpochybňované výzkumy a teorie

### Antropologický výzkum
V roce 1982 zveřejnil antropolog Emanuel Vlček výsledky svého antropologického výzkumu kosterních pozůstatků lidí, pohřbených v kostele Panny Marie, u sv. Jiří a u sv. Víta. V nich tvrdí, že lokalizoval hroby čtyř nejstarších známých Přemyslovců (Bořivoje, Spytihněva, Vratislava a Václava). Na základě tohoto pak tvrdí, že se Václav a jeho otec Vratislav dožili vyššího věku, než je předpokládáno současnými historiky (u Václava se mělo jednat o 42 nebo 45 let namísto 28 a u Vratislava o 46 oproti 33, narodili se tedy dříve). Dle Vlčka se věk dalších dvou zkoumaných pozůstatků knížat Bořivoje a Spytihněva shodoval s historickým schématem podle výzkumu svatováclavských a svatoludmilských legend. Tento antropologický výzkum byl však širokým spektrem historiků (zejména D. Třeštík) odmítnut jako chybný a zavádějící, hlavně kvůli nevyjasněné totožnosti ostatků zemřelých z 9. a 10. století, na nichž byl výzkum prováděn, a snad i chybné interpretaci některých souvisejících pramenů. Metody použité Emanuelem Vlčkem (modifikovaná Gustafsonova metoda určení zubního věku a upravená metoda Leopolda a Jagowa stanovení věku podle osifikace chrupavky štítné) jsou u paleoantropologického materiálu – na rozdíl od recentních populací – nejnověji označovány za málo přesné.

### Teorie neexistujícího Václava
Kvůli nedostatku spolehlivých pramenů se objevily i domněnky, že Václav žádného bratra vůbec neměl, protože jména Václav a Boleslav znamenají totéž – „více slav“ (bole = více, Gloria Maior, resp. Maior Gloria), tedy Boleslav a Václav byla tatáž osoba.
Nejznámější teorii o neexistenci sv. Václava vypracoval ve svém díle České pohanství Záviš Kalandra. V něm zpochybnil existenci svatého Václava, jakožto skutečné historické postavy (v podstatě jej historicky ztotožnil s Boleslavem). Namísto toho jej označil za součást pohanského panteonu Čechů teprve dodatečně využitého křesťanstvím. Tento nepodložený názor nikdy nebyl historiky přijat.
Dne 19. září 2019 odvysílala Televize Seznam pořad Záhady Josefa Klímy, díl Smrt svatého Václava. Jak to nebylo?. V tomto díle byla podána některá fakta, která zpochybňovala existenci knížete Václava.
- Podle Záviše Kalandry se vražda nemohla odehrát, protože Václav a Boleslav byli jednou a toutéž osobou. Obě jména mají stejný význam: Václav je české jméno, Boleslav je jeho polská varianta.[46]
- Badatel Miroslav Houška o smrti svatého Václava publikoval knihu pod názvem Svatý Václav – jiný příběh.[47] V knize uvedl, že Boleslav byl zbožný člověk, který by bratrovraždu nikdy nespáchal. Poukazuje na fakt, že jeho dcera Mlada byla přijata papežem Janem XIII., později se stala abatyší kláštera svatého Jiří. Pokud by byl Boleslav bratrovrah, pak by jeho dcera nebyla uvedena do takto významného úřadu.[46]
- Antropolog profesor Emanuel Vlček ve svém výzkumu určil, že lebka, která je vydávána za lebku svatého Václava, patří čtyřicetiletému muži. Kníže Václav zemřel před dovršením věku 30 let. Kristiánova legenda uvádí, že Václavova sestra nechala odebrat čelist, ze které pak rozdávala části jako relikvie. Lebka, která je prezentována jako lebka knížete Václava, má čelisti kompletní.[46]

### Žena a syn
Byl pravděpodobně ženatý, ale jeho manželka mu neporodila syna (buď byla bezdětná nebo se z tohoto svazku narodily pouze dcery). Údajného syna Zbraslava, kterého vzpomínají legendy, by Václav zřejmě zplodil se svojí souložnicí.

### Nešťastná náhoda
Podle teorie, kterou zastával český historik Dušan Třeštík, nemuselo jít o plánovanou vraždu, ale o nešťastnou náhodu:
Onoho rána v pondělí 28. září při cestě do kostela potkal Václav svého bratra. Tehdy se mladší Boleslav rozlítil, protože měl s bratrem spory. Tasil meč a vrhl se na Václava. Kníže ho však odzbrojil a povalil na zem. Na Boleslavovo volání o pomoc přiběhli jeho družiníci. Viděli Václava, jak s mečem v ruce stojí nad ležícím bratrem. Vrhli se svému pánovi na pomoc a knížete, který se nestačil ukrýt v kostele, kam prchal, ubili. Zastánci této teorie obvykle poukazují na otázky smyslu Boleslavovy cesty za bratrem s cílem zabít ho vlastníma rukama, přičemž připomínají, že jeho bojovníci se nejprve skrývali.
Podobně interpretoval smrt Václava i historik František Dvorník.
S tímto výkladem jsou v rozporu části legend, které popisují přípravy na Václavovo zavraždění (Hněvsův dvůr, kde se vrazi sv. Václava Tuža, Tyra, Hněvsa a Čista radili).
Dalimil také uvádí, že všichni, kdo byli vinni „smrtí knížete svatého, trpěli mnoho zlého, Hněvsa se s koněm propadl, bratr jeho malomocenstvím se rozpadl; …“.

## Genealogie
| Bořivoj I. nar. mezi 852 a 855 zm. mezi 888 a 891 | Bořivoj I. nar. mezi 852 a 855 zm. mezi 888 a 891 |                                         |                                         | Svatá Ludmila nar. cca 860 zm. 15. září 921 | Svatá Ludmila nar. cca 860 zm. 15. září 921 |  |  | ? | ? |                                 |                                 | ? | ? |
|                                                   |                                                   |                                         |                                         |                                             |                                             |  |  |   |   |                                 |                                 |   |   |
|                                                   |                                                   |                                         |                                         |                                             |                                             |  |  |   |   |                                 |                                 |   |   |
|                                                   |                                                   | Vratislav I. nar. 888 zm. 13. února 921 | Vratislav I. nar. 888 zm. 13. února 921 |                                             |                                             |  |  |   |   | Drahomíra ze Stodor? zm. po 935 | Drahomíra ze Stodor? zm. po 935 |   |   |
|                                                   |                                                   |                                         |                                         |                                             |                                             |  |  |   |   |                                 |                                 |   |   |
|                                                   |                                                   |                                         |                                         |                                             |                                             |  |  |   |   |                                 |                                 |   |   |
|                                                   |                                                   |                                         |                                         |                                             |                                             |  |  |   |   |                                 |                                 |   |   |

|  |  | Václav I. nar. asi 907 zm. zřejmě 28. září 935 |